# Moolgarda seheli
Moolgarda seheli är en fiskart som först beskrevs av Forsskål, 1775.  Moolgarda seheli ingår i släktet Moolgarda och familjen multfiskar. Inga underarter finns listade i Catalogue of Life.